# ジョン・ルービンスタイン
ジョン・ルービンスタイン（John Rubinstein、1946年12月8日 - ）は、アメリカ合衆国カリフォルニア州ロサンゼルス生まれの俳優・作曲家・監督。

## 来歴
1946年にロサンゼルスに生まれる。父親はポーランド移民のピアニストであるアルトゥール・ルービンシュタイン。
UCLAで演劇を学んだ後の1972年、ボブ・フォッシー演出の舞台『PIPPIN』でブロードウェイデビュー。デビュー作でいきなり“Theater World Award”を受賞した。1980年には舞台Children of a Lesser Godに出演してトニー賞を受賞。その後もマイク・ニコルズ演出の舞台やスティーヴン・ソンドハイムの舞台に出演して、高い評価を得る。1987年にはオフ・ブロードウェイもデビューしている。2016年、ジャック・オブライアン演出のミュージカル『チャーリーとチョコレート工場』においてジョーおじいちゃん役でトニー賞受賞俳優クリスチャン・ボールと共演することが発表された
映画やテレビでも活動しており、かつてNHKで放送されていた『私立探偵ハリー』では、ジャック・ウォーデンと親子を演じて、ユーモラスかつコミカルな演技を披露した。映画よりはテレビドラマに多く出演しており、脇役であるときもその存在感を醸し出している。1976年に出演したドラマ『ファミリー/愛の肖像』においては、エミー賞にノミネートされた。演技派俳優だけに留まらず『刑事ナッシュ・ブリッジス』の1エピソードの監督を務めたり、作曲家としてロバート・レッドフォード主演の『候補者ビル・マッケイ』『大いなる勇者』などの映画に楽曲を提供したりと、非常に幅広い才能を開花させている。
二度の結婚歴があり、二度とも離婚している。そのこともあり現在は4人の父親である。

## 主な出演作品

### 映画
| 公開年 | 邦題 原題                                                                             | 役名                           | 備考                   |
| ------ | ------------------------------------------------------------------------------------- | ------------------------------ | ---------------------- |
| 1969   | トラブル・ウィズ・ガール The Trouble with Girls                                       | プリンストン                   |                        |
| 1971   | ウェスタン・ロック ザカライヤ Zachariah                                               | ザカライヤ                     |                        |
| 1972   | 恐怖の館 Something Evil                                                               | アーネスト・リンカーン         | テレビ映画             |
| 1977   | ザ・カー The Car                                                                      | ジョン・モリス                 |                        |
| 1978   | ブラジルから来た少年 The Boys from Brazil                                             | デヴィッド・ベネット           |                        |
| 1979   | 新・殺しのドレス She's Dressed to Kill                                                | アラン                         | テレビ映画             |
| 1981   | キルジョイ Killjoy                                                                    | ポール・トレントン             | テレビ映画             |
| 1981   | スコーキー/ユダヤとナチの凄絶な戦い Skokie                                            | ハーブ                         | テレビ映画             |
| 1987   | グレンヴィル家の秘密 The Two Mrs. Grenvilles                                          | Bratsie Bleeker                | テレビ映画             |
| 1987   | 熱血探偵ハリー Still Crazy Like a Fox                                                 | ハリソン・フォックス・ジュニア | テレビ映画             |
| 1987   | 誰かに見られてる Someone to Watching Over Me                                          | ニール                         |                        |
| 1992   | オーバールールド In My Daughter's Name                                                | バン                           | テレビ映画             |
| 1993   | 張り込みプラス Another Stakeout                                                       | トーマス                       |                        |
| 1993   | アメリカの時計 The American Clock                                                     | モー                           | テレビ映画             |
| 1995   | N.Y少女異常誘拐 Mercy                                                                 | フランク・クレイマー           |                        |
| 1996   | ノーマ・ジーンとマリリン Norma Jean & Marilyn                                         | ダリル・F・ザナック            | テレビ映画             |
| 2000   | パーフェクト・マーダー Perfect Murder, Perfect Town: JonBenét and the City of Boulder | ホバーストック神父             | テレビ映画             |
| 2002   | レッド・ドラゴン Red Dragon                                                           | ディナーの招待客               |                        |
| 2003   | 21グラム 21 Grams                                                                     | 婦人科医                       |                        |
| 2005   | ミセス・ハリスの犯罪 Mrs. Harris                                                      | ターナウアーの親友             | テレビ映画             |
| 2007   | マスク・オブ・デビル Jekyll                                                           | ダニエル                       |                        |
| 2012   | ミーシャ・バートン 処刑病棟 I Will Follow You Into the Dark                           | トーマス                       |                        |
| 2015   | 恐怖の人体研究所 The Atticus Institute                                                | マーカス・ウィーラー           |                        |
| 2021   | 愛すべき夫妻の秘密 Being the Ricardos                                                 | 晩年のジェス・オッペンハイマー | Amazon Prime Video配信 |

### テレビシリーズ
| 放映年     | 邦題 原題                                                            | 役名                             | 備考                   |
| ---------- | -------------------------------------------------------------------- | -------------------------------- | ---------------------- |
| 1976-1980  | ファミリー/愛の肖像 Family                                           | ジェフ                           | 14エピソード           |
| 1977       | ワンダーウーマン Wonder Woman                                        | デクスター                       | 1エピソード            |
| 1984-1986  | 私立探偵ハリー Crazy Like a Fox                                      | ハリソン・フォックス             | 23エピソード           |
| 1991       | 名探偵ダウリング神父 Father Dowling Mysteries                        | ティム                           | 1エピソード            |
| 1993       | そりゃないぜ!? フレイジャー Frasier                                  | フィリップ                       | 1エピソード            |
| 1994       | ロボコップ RoboCop                                                   | チップ                           | 4エピソード            |
| 1994       | NYPDブルー NYPD Blue                                                 | バーンスタイン                   | 1エピソード            |
| 1997       | ER緊急救命室 ER                                                      | ケナー                           | 1エピソード            |
| 1998       | ザ・プラクティス ボストン弁護士ファイル The Practice                 | ジョセフ・パップ判事             | 3エピソード            |
| 2001       | ボストン・パブリック Boston Public                                   | ジョセフ・パップ判事             | 1エピソード            |
| 2001       | ザ・ホワイトハウス The West Wing                                     | アンディ・リッター               | 1エピソード            |
| 2001-2002  | エンジェル Angel                                                     | リンウッド・モロー               | 6エピソード            |
| 2002       | 堕ちた弁護士 -ニック・フォーリン- The Guardian                       | ネイサン・コールドウェル         | 4エピソード            |
| 2002-2004  | スタートレック:エンタープライズ Enterprise                           | Minister Kuvak/ Mazarite Captain | 3エピソード            |
| 2003       | WITHOUT A TRACE/FBI 失踪者を追え! Without a Trace                    | フェルドマン                     | 1エピソード            |
| 2003       | チャームド Charmed                                                   | ベレンソン                       | 1エピソード            |
| 2003       | 24 -TWENTY FOUR- 24                                                  | アレックス国務長官               | 3エピソード            |
| 2003       | 弁護士ジャック・ターナー The Lyon's Den                              | ウッダード                       | 1エピソード            |
| 2003       | ダナ&ルー リッテンハウス女性クリニック Strong Medicine               | ライル                           | 1エピソード            |
| 2003       | NCIS ～ネイビー犯罪捜査班 NCIS: Naval Criminal Investigative Service | CIA長官ボブ                      | 1エピソード            |
| 2004       | フレンズ Friends                                                     | 医者                             | 2エピソード            |
| 2005       | クローザー The Closer                                                | ブラウン                         | 1エピソード            |
| 2005       | LAW & ORDER:性犯罪特捜班 Law & Order: Special Victims Unit           | Judge Schuyler                   | 1エピソード            |
| 2005       | Dr.HOUSE House M.D.                                                  | Dr. Ayersm                       | 1エピソード            |
| 2006,2013  | CSI:科学捜査班 CSI: Crime Scene Investigation                        | クロフォード判事 司祭            | 異なる役で2エピソード  |
| 2006       | ロー&オーダー Law & Order                                            | Mr. Thurber                      | 1エピソード            |
| 2006       | コールドケース 迷宮事件簿 Cold Case                                  | ラフェ・グレイ                   | 1エピソード            |
| 2006       | クリミナル・マインド FBI行動分析課 Criminal Minds                    | ヘイデン・ローリングス           | 1エピソード            |
| 2006       | SHARK カリスマ敏腕検察官 Shark                                       | ランス・ホーニング               | 1エピソード            |
| 2006-2007  | デイ・ブレイク Day Break                                             | バリー                           | 5エピソード            |
| 2008       | 弁護士イーライのふしぎな日常 Eli Stone                               | デイモン・スモールズ             | 1エピソード            |
| 2008       | ダーティ・セクシー・マネー Dirty Sexy Money                          | Dr. Zwerling                     | 3エピソード            |
| 2009       | スーパーナチュラル Supernatural                                      | チャーリー                       | 1エピソード            |
| 2009       | ブラザーズ&シスターズ Brothers & Sisters                             | マーク・ウィルソン               | 1エピソード            |
| 2009       | NUMBERS 天才数学者の事件ファイル Numb3rs                             | ジーン・エヴァンス               | 1エピソード            |
| 2009       | しあわせの処方箋 Hawthorne                                           | リー                             | 1エピソード            |
| 2009       | GREEK〜ときめき★キャンパスライフ Greek                               | ラーセン                         | 2エピソード            |
| 2009-2010  | ザ・ヤング・アンド・ザ・レストレス The Young and the Restless        | チャールズ・テイラー             | 12エピソード           |
| 2009-2012  | デスパレートな妻たち Desperate Housewives                            | ホブソン校長                     | 7エピソード            |
| 2011       | パワー・オブ・フォー 普通じゃない家族 No Ordinary Family             | クレイン博士                     | 2エピソード            |
| 2011       | ウェイバリー通りのウィザードたち Wizards of Waverly Place            | Gorog                            | 4エピソード            |
| 2011,2012  | ハリーズ・ロー 裏通り法律事務所 Harry's Law                          | ランディ判事                     | 2ピソード              |
| 2012-2013  | メンタリスト The Mentalist                                           | マンチェスター判事               | 3エピソード            |
| 2013       | BONES Bones                                                          | ミック・ウォレン                 | 1エピソード            |
| 2014       | ジェシー! Jessie                                                     | アイヴァン                       | シーズン3 夢の宇宙旅行 |
| 2014, 2015 | パーセプション 天才教授の推理ノート Perception                       | FBI捜査官クロフォード            | 3エピソード            |
| 2016       | レジェンド・オブ・トゥモロー Legends of Tomorrow                     | アルバート・アインスタイン       | 1エピソード            |
| 2016, 2017 | THIS IS US This Is Us                                                | ロン・シラー                     | 3エピソード            |
| 2017       | フュード/確執 ベティ vs ジョーン Feud                                | ジョージ・キューカー             | 2エピソード            |
| 2017       | ディア・ホワイト・ピープル Dear White People                         | フレッチャー                     | 3エピソード            |
| 2018       | サブリナ：ダーク・アドベンチャー Chilling Adventures of Sabrina      | ダニエル・ウェブスター           | 1エピソード            |

### テレビアニメ
- スーパーマン Superman (1996)

### ビデオゲーム
- レイトン教授と魔神の笛 (2009) ※英語版
- レイトン教授と奇跡の仮面 (2011) ※英語版
- レイトン教授と超文明Aの遺産 (2013) ※英語版
- バイオハザード リベレーションズ Resident Evil: Revelations (2015)
- ファイアーエムブレムif Fire Emblem: Fates (2015)
- ファイアーエムブレム ヒーローズ Fire Emblem:Heroes (2017)

### 作曲
- 候補者ビル・マッケイ The Candidate (1972)
- 大いなる勇者 Jeremiah Johnson (1972)
- Kid Blue (1973)
- ファミリー／愛の肖像 Family (1976)
- チャイナ・ビーチ China Beach (1988、1991)